# Gélannes
Gélannes är en kommun i departementet Aube i regionen Grand Est (tidigare regionen Champagne-Ardenne) i nordöstra Frankrike. Kommunen ligger  i kantonen Romilly-sur-Seine 1er Canton som ligger i arrondissementet Nogent-sur-Seine. År 2022 hade Gélannes 704 invånare.

## Befolkningsutveckling
Antalet invånare i kommunen Gélannes
Referens: INSEE

## Galleri

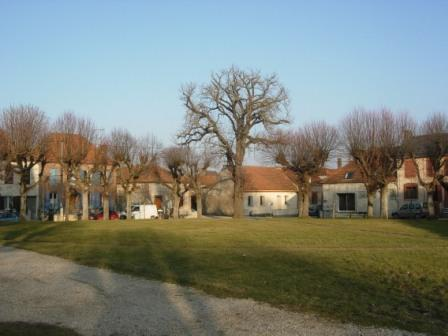
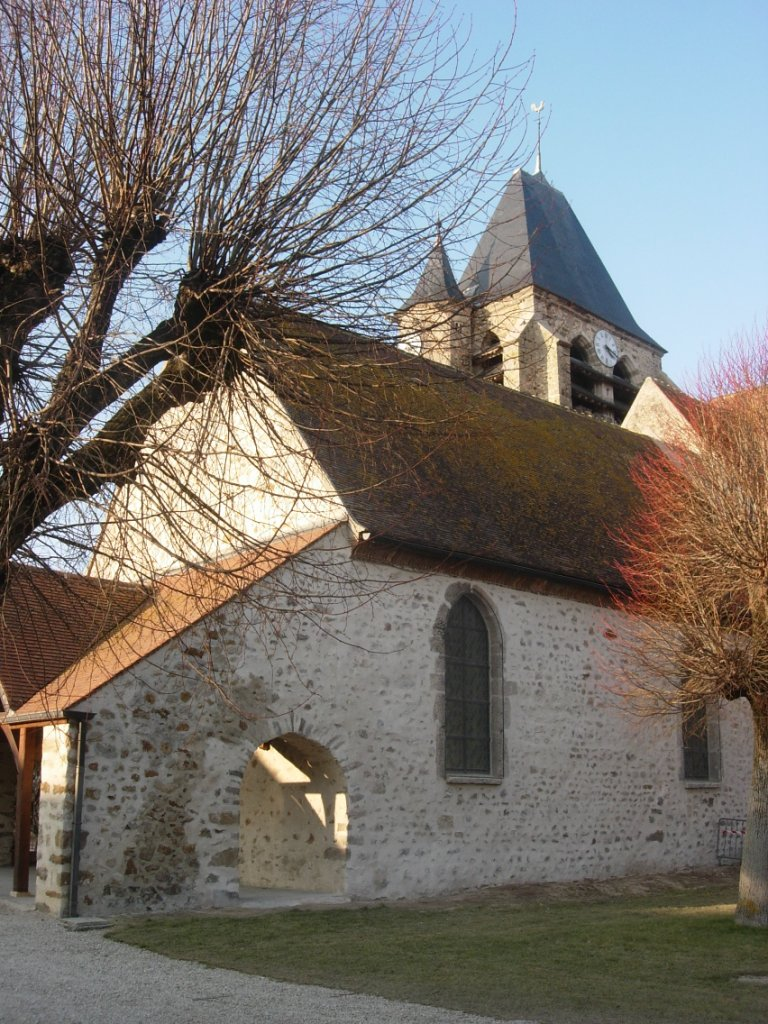
Kyrkan
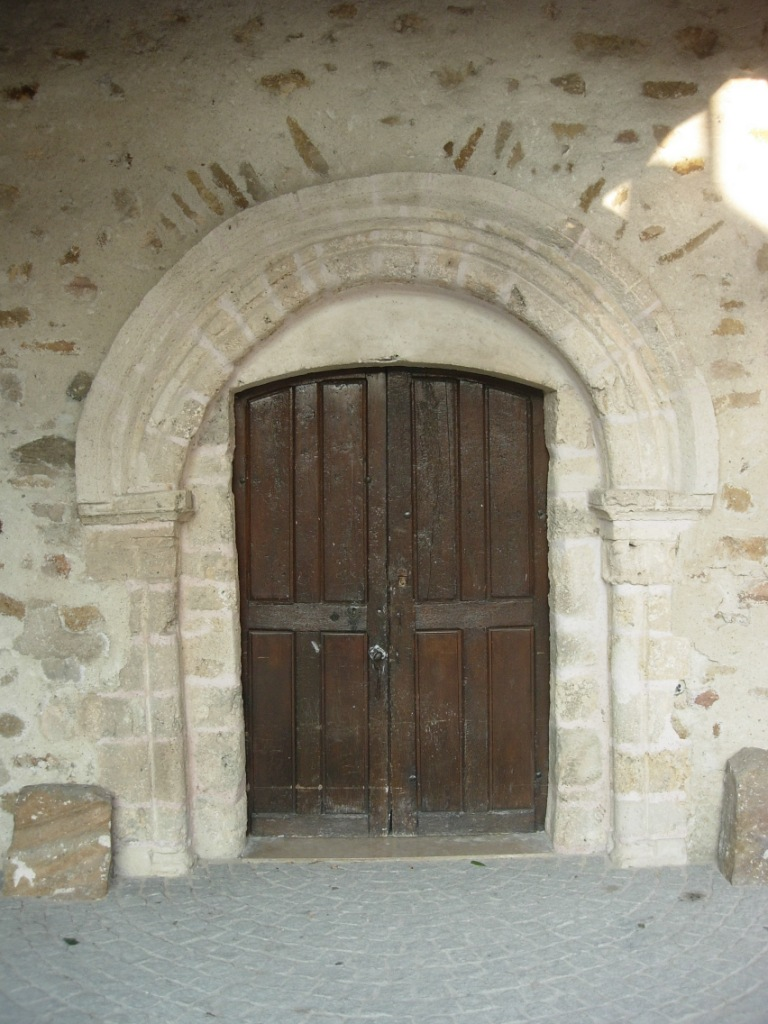
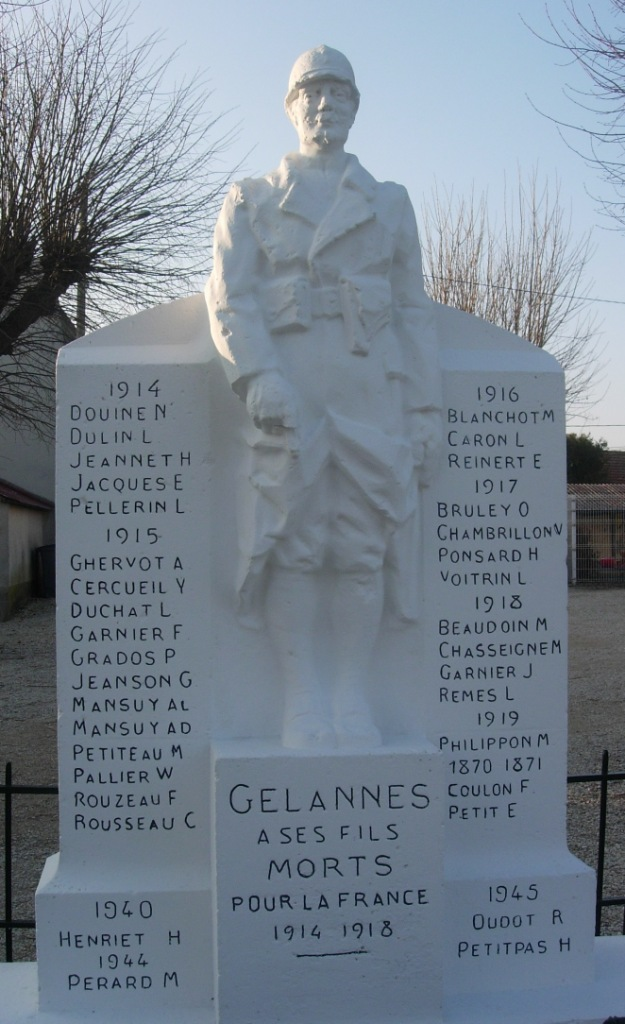